# Slöjsilja
Slöjsilja (Ammi majus) är en växt som tillhör släktet slöjsiljor (Ammi) och familjen flockblommiga växter. Arten beskrevs av Carl von Linné.
Slöjsiljan är ursprunglig kring Medelhavet och i Mellanöstern. Den har införts på flera andra ställen i världen. I Sverige förekommer den tillfälligt, men reproducerar sig inte.

## Underarter
Slöjsilja har två underarter:
- Ammi majus subsp. majus
- Ammi majus subsp. procerum